# Temporada 1947-48 de los Baltimore Bullets (original)
La Temporada 1947-48 fue la primera de los Baltimore Bullets en la BAA. Tras la baja de los Cleveland Rebels, Detroit Falcons, Pittsburgh Ironmen y Toronto Huskies con respecto a la primera temporada de la liga, se reclutó a los Bullets, procedentes de la ABL, quedando la liga con sólo ocho equipos. La temporada regular acabó con 28 victorias y 20 derrotas, ocupando el segundo puesto de la División Oeste, teniendo que jugar un desempate previo a los playoffs ante Chicago Stags y Washington Capitols, alcanzando finalmente las finales en las que derrotaron a los Philadelphia Warriors.

## Temporada regular
| # | División Oeste        | División Oeste | División Oeste | División Oeste | División Oeste |
| # | Equipo                | G              | P              | %              | PD             |
| - | --------------------- | -------------- | -------------- | -------------- | -------------- |
| 1 | x- St. Louis Bombers  | 29             | 19             | .604           | –              |
| 2 | x-Baltimore Bullets   | 28             | 20             | .583           | 1              |
| 3 | x-Chicago Stags       | 28             | 20             | .583           | 1              |
| 4 | x-Washington Capitols | 28             | 20             | .583           | 1              |

## Playoffs

### Desempate
| Fecha       | Partido                                        | Ciudad     |
| ----------- | ---------------------------------------------- | ---------- |
| 23 de marzo | Washington Capitols 70, Chicago Stags 74       | Chicago    |
| 25 de marzo | Baltimore Bullets 75, Washington Capitols 72   | Washington |
|             | Clasificados Chicago Stags y Baltimore Bullets |            |

### Cuartos de final
Baltimore Bullets - New York Knicks
| Fecha       | Partido                                  | Ciudad     |
| ----------- | ---------------------------------------- | ---------- |
| 27 de marzo | New York Knicks 81, Baltimore Bullets 85 | Baltimore  |
| 28 de marzo | Baltimore Bullets 69, New York Knicks 79 | Nueva York |
| 1 de abril  | New York Knicks 77, Baltimore Bullets 84 | Baltimore  |
|             | Baltimore gana las series 2-1            |            |

### Semifinales
Baltimore Bullets - Chicago Stags
| Fecha      | Partido                                | Ciudad    |
| ---------- | -------------------------------------- | --------- |
| 7 de abril | Baltimore Bullets 73, Chicago Stags 67 | Chicago   |
| 8 de abril | Chicago Stags 72, Baltimore Bullets 89 | Baltimore |
|            | Baltimore gana las series 2-0          |           |

### Finales
Baltimore Bullets - Philadelphia Warriors
| Fecha       | Partido                                        | Ciudad     |
| ----------- | ---------------------------------------------- | ---------- |
| 10 de abril | Baltimore Bullets 60, Philadelphia Warriors 71 | Filadelfia |
| 13 de abril | Baltimore Bullets 66, Philadelphia Warriors 63 | Filadelfia |
| 15 de abril | Philadelphia Warriors 70, Baltimore Bullets 72 | Baltimore  |
| 17 de abril | Philadelphia Warriors 75, Baltimore Bullets 78 | Baltimore  |
| 20 de abril | Baltimore Bullets 82, Philadelphia Warriors 91 | Filadelfia |
| 21 de abril | Philadelphia Warriors 73, Baltimore Bullets 88 | Baltimore  |
|             | Baltimore gana la final 4-2                    |            |

## Estadísticas
| Rk | Jugador          | Edad | P  | PT | MP | TC  | TCI  | %TC  | 3P | 3PI | %3P | TL  | TLI | %TL   | RO | RD | RT | AS  | RB | TAP | BP | FP  | PTS  |
| -- | ---------------- | ---- | -- | -- | -- | --- | ---- | ---- | -- | --- | --- | --- | --- | ----- | -- | -- | -- | --- | -- | --- | -- | --- | ---- |
| 1  | Kleggie Hermsen  | 24   | 48 |    |    | 4.4 | 15.9 | .277 |    |     |     | 3.1 | 4.7 | .665  |    |    |    | 1.0 |    |     |    | 3.2 | 12.0 |
| 2  | Chick Reiser     | 33   | 47 |    |    | 4.3 | 13.4 | .322 |    |     |     | 2.9 | 3.9 | .741  |    |    |    | 0.9 |    |     |    | 3.7 | 11.5 |
| 3  | Mike Bloom       | 33   | 34 |    |    | 3.8 | 13.9 | .272 |    |     |     | 3.6 | 5.1 | .715  |    |    |    | 0.7 |    |     |    | 2.3 | 11.1 |
| 4  | Buddy Jeannette  | 30   | 46 |    |    | 3.3 | 9.3  | .349 |    |     |     | 4.2 | 5.5 | .758  |    |    |    | 1.5 |    |     |    | 3.2 | 10.7 |
| 5  | Connie Simmons   | 22   | 13 |    |    | 4.2 | 13.8 | .302 |    |     |     | 2.3 | 4.2 | .556  |    |    |    | 0.5 |    |     |    | 3.1 | 10.6 |
| 6  | Paul Hoffman     | 25   | 37 |    |    | 3.8 | 11.0 | .348 |    |     |     | 2.8 | 4.2 | .662  |    |    |    | 0.6 |    |     |    | 3.3 | 10.5 |
| 7  | Dick Schulz      | 31   | 48 |    |    | 2.8 | 9.8  | .284 |    |     |     | 2.4 | 3.3 | .731  |    |    |    | 0.6 |    |     |    | 2.4 | 8.0  |
| 8  | Grady Lewis      | 30   | 21 |    |    | 2.6 | 8.9  | .294 |    |     |     | 1.9 | 3.0 | .619  |    |    |    | 1.3 |    |     |    | 3.1 | 7.1  |
| 9  | Carl Meinhold    | 21   | 48 |    |    | 2.3 | 7.4  | .303 |    |     |     | 0.8 | 1.3 | .617  |    |    |    | 0.3 |    |     |    | 1.3 | 5.3  |
| 10 | Irv Rothenberg   | 26   | 14 |    |    | 1.8 | 6.1  | .291 |    |     |     | 0.8 | 1.6 | .478  |    |    |    | 0.1 |    |     |    | 1.7 | 4.4  |
| 11 | Paul Seymour     | 20   | 22 |    |    | 1.2 | 4.6  | .267 |    |     |     | 1.0 | 1.7 | .595  |    |    |    | 0.3 |    |     |    | 1.5 | 3.5  |
| 12 | Herm Fuetsch     | 29   | 42 |    |    | 1.0 | 3.3  | .300 |    |     |     | 0.6 | 1.0 | .625  |    |    |    | 0.4 |    |     |    | 0.9 | 2.6  |
| 13 | Johnny Jorgensen | 26   | 2  |    |    | 1.0 | 3.5  | .286 |    |     |     | 0.5 | 0.5 | 1.000 |    |    |    | 0.0 |    |     |    | 0.5 | 2.5  |
| 14 | Herm Klotz       | 26   | 11 |    |    | 0.6 | 2.8  | .226 |    |     |     | 0.1 | 0.3 | .333  |    |    |    | 0.6 |    |     |    | 0.3 | 1.4  |
| 15 | Elmer Gainer     |      | 5  |    |    | 0.2 | 1.8  | .111 |    |     |     | 0.6 | 1.2 | .500  |    |    |    | 0.6 |    |     |    | 1.6 | 1.0  |
| 16 | John Abramovic   | 28   | 5  |    |    | 0.0 | 2.2  | .000 |    |     |     | 0.4 | 0.6 | .667  |    |    |    | 0.2 |    |     |    | 1.0 | 0.4  |
| 17 | Jerry Rullo      | 24   | 2  |    |    | 0.0 | 2.0  | .000 |    |     |     | 0.0 | 0.0 |       |    |    |    | 0.0 |    |     |    | 0.5 | 0.0  |
| 18 | Chet McNabb      | 27   | 2  |    |    | 0.0 | 0.5  | .000 |    |     |     | 0.0 | 0.0 |       |    |    |    | 0.0 |    |     |    | 0.5 | 0.0  |

## Galardones y récords
| Jugador         | Galardón                    |
| Buddy Jeannette | 2º Mejor quinteto de la BAA |